# Winter World University Games 2025/Eiskunstlauf
Bei den Winter World University Games 2025 wurden drei Wettkämpfe im Eiskunstlauf ausgetragen.

## Bilanz

### Medaillenspiegel
| Platz  | Land       | 00 | 00 | 00 | Gesamt |
| ------ | ---------- | -- | -- | -- | ------ |
| 1      | Japan      | 2  | 1  | –  | 3      |
| 2      | Spanien    | 1  | –  | –  | 1      |
| 3      | Italien    | –  | 1  | 1  | 2      |
| 4      | Frankreich | –  | 1  | –  | 1      |
| 5      | Kasachstan | –  | –  | 1  | 1      |
| 5      | Südkorea   | –  | –  | 1  | 1      |
| Gesamt | Gesamt     | 3  | 3  | 3  | 9      |

### Medaillengewinner
| Disziplin | Gold                          | Silber                            | Bronze                            |
| --------- | ----------------------------- | --------------------------------- | --------------------------------- |
| Männer    | Yūma Kagiyama                 | Daniel Grassl                     | Cha Jun-hwan                      |
| Frauen    | Rion Sumiyoshi                | Mone Chiba                        | Sofia Samodelkina                 |
| Eistanz   | SpanienSofía Val Asaf Kazimov | FrankreichNoé Perron Lou Terreaux | ItalienGiulia Paolino Andrea Tuba |